# Вільгельм Генельт
Вільгельм Генельт (нім. Wilhelm Haehnelt; 12 березня 1875, Позен — 10 березня 1946, Заксенгаузен) — німецький офіцер, генерал авіації.

## Біографія
14 лютого 1895 року вступив в 51-й піхотний полк. Закінчив Військову академію (1908), а також курси польотів на цепеліні. З 1909 року служив у Великому Генштабі, з 1 жовтня 1911 року — командир роти свого полку. Після закінчення льотних курсів 1 серпня 1914 року призначений командиром 4-го польового авіаційного з'єднання. Учасник Першої світової війни, з 26 вересня 1914 року — офіцер авіації при штабі 5-ї армії, з березня 1917 року — в штабі 2-ї армії, з 1 січня 1918 року — в штабі командувача авіацією. З 1 лютого 1918 року — командувач авіацією 2-ї армії, з 15 вересня 1918 року — VIII військового округу. З 15 грудня 1918 року — інспектор авіації. В січні 1920 року переведений у Військове міністерство, потім займав ряд штабних постів. 31 грудня 1920 року вийшов у відставку.
В 1919-35 роках — віце-президент Німецького аероклубу, в 1926-28 роках — віце-президент Німецької асоціації авіаспорту. Багато зробив для збереження старих і виховання нових льотних кадрів Німеччини. У 1933-35 роках — президент Імперського союзу ППО і керівник групи «Повітряна війна» Інституту військової історії. 1 червня 1935 року призначений керівником дослідницької групи історії повітряної війни Імперського міністерства авіації. 1 квітня 1936 року очолив 8-й військово-історичний відділ Генштабу люфтваффе. 31 березня 1942 року вийшов у відставку. У травні 1945 року захоплений органами СМЕРШ і поміщений в спецтабір НКВС №7 «Заксенгаузен», де і помер.

## Звання
- Фенріх (14 лютого 1895)
- Лейтенант (27 січня 1896)
- Оберлейтенант (27 січня 1896)
- Гауптман (13 вересня 1941)
- Майор (27 січня 1918)
- Оберстлейтенант запасу (21 січня 1921)
- Оберст служби комплектування (1 травня 1936)
- Оберст (1 липня 1938)
- Генерал-майор (1 січня 1939)
- Генерал-лейтенант (1 грудня 1940)
- Генерал авіації (1 березня 1942)

## Нагороди
- Столітня медаль (22 березня 1897)
- Почесна шпага 6-го армійського корпусу за найкращу стрільбу (15 травня 1905)
- Медаль «За кампанію в Південно-Західній Африці» в сталі (9 жовтня 1907)
- Звання «Пілот вільного аеростата» (26 січня 1909)
- Нагрудний знак пілота-спостерігача (Пруссія) (1 травня 1914)
- Залізний хрест
  - 2-го класу (21 вересня 1914)
  - 1-го класу (16 серпня 1915)
- Орден Фрідріха (Вюртемберг), лицарський хрест 1-го класу з мечами (28 червня 1916)
- Орден «За військові заслуги» (Баварія) 4-го класу з мечами (12 лютого 1917)
- Нагрудний знак польового пілота (Австро-Угорщина) (26 лютого 1917)
- Королівський орден дому Гогенцоллернів, лицарський хрест з мечами (26 лютого 1917)
- Хрест «За військові заслуги» (Ліппе) (12 листопада 1918)
- Орден дому Ліппе
  - почесний хрест 2-го класу з мечами (12 листопада 1918)
  - почесний хрест 2-го класу з дубовим листям і мечами (30 травня 1919)
- Пам'ятний знак пілота (Пруссія) (11 вересня 1919)
- Хрест «За вислугу років» (Пруссія) (25 років; 11 грудня 1919)
- Почесний хрест ветерана війни з мечами (1 липня 1935)
- Медаль «За вислугу років у Вермахті» 4-го, 3-го, 2-го і 1-го класу (25 років; 2 жовтня 1936) — отримав 4 нагороди одночасно.
- Хрест Воєнних заслуг 2-го класу з мечами (30 січня 1941)